# Chitrakoot (Division)
Die Division Chitrakoot ist eine Division im indischen Bundesstaat Uttar Pradesh. Der Verwaltungssitz befindet sich in der Stadt Chitrakoot Dham. Die Division ist Teil der Region Bundelkhand.

## Distrikte
Die Division Chitrakoot gliedert sich in vier Distrikte:
| Distrikt   | Verwaltungssitz | Fläche in km² | Einwohner (2011) | Ew./km² |
| ---------- | --------------- | ------------- | ---------------- | ------- |
| Banda      | Banda           | 4.408         | 1.799.410        | 408     |
| Chitrakoot | Chitrakoot Dham | 3.216         | 991.730          | 308     |
| Hamirpur   | Hamirpur        | 4.021         | 1.104.285        | 275     |
| Mahoba     | Mahoba          | 3.144         | 875.958          | 279     |